# 桜場コハル
桜場 コハル（さくらば コハル）は、日本の男性漫画家。

## 人物

### 経歴
講談社発行の漫画雑誌『週刊ヤングマガジン』2002年第9号で掲載された『にんじんなんて大嫌い』でデビュー。
数回の読切掲載を経て、『別冊ヤングマガジン』2002年第31号より『今日の5の2』の連載を開始。2002年49号を以って連載は終了したが、ヤング系雑誌では稀な「小学生」をテーマにしたことから徐々に話題を集め、OVA発売時には20万部を超えるヒットを記録した。
その後、『週刊ヤングマガジン』2004年第14号より『みなみけ』の隔週連載を開始。2007年10月、自身の作品では初のテレビアニメ化となる『みなみけ』『みなみけ〜おかわり〜』がテレビ東京系列にて放送される。
2008年10月よりテレビアニメ『今日の5の2』、2009年1月より『みなみけ おかえり』がテレビ東京系列にて続けて放送。
2009年9月、『別冊少年マガジン』創刊号より『そんな未来はウソである』の連載を開始。
2013年1月よりテレビアニメ第4期となる『みなみけ ただいま』が独立局で放送された。

## 作品リスト

### 連載
- 今日の5の2（全1巻・『別冊ヤングマガジン』）[1]
- みなみけ（既刊27巻・『週刊ヤングマガジン』隔週連載中）
- そんな未来はウソである（全6巻 ・『別冊少年マガジン』）
- 兄ちゃんの弟（全2巻・『別冊少年マガジン』2019年1月号 - 2022年3月号、全20話）

### 読切
- にんじんなんて大嫌い（『週刊ヤングマガジン』・2002年9号、みなみけ3巻特装版スペシャルブックレットに収録）
- うそカゼ（『別冊ヤングマガジン』・2002年29号、みなみけ3巻特装版スペシャルブックレットに収録）
- 今日の5の2 放課後の天使たち（『週刊ヤングマガジン』・2002年18号、単行本未収録）
- 今日のテニス部（『ヤングマガジン増刊 スポ僧』・2003年5月10日号、今日の5の2単行本に収録）
- 好きって言え（『マガジンワンダー』・2005年増刊2号、みなみけ5巻に収録）
- コワイオンナ（『週刊少年マガジン』・2005年16号、みなみけ2巻に収録）
- みなみけも妹も思春期（『週刊ヤングマガジン』・2005年30号、みなみけ3巻特装版スペシャルブックレットに収録）：氏家ト全との共同作。
- 今日のみなみけ（描き下ろし・漫画文庫「今日の5の2」宝箱に収録）：「今日の5の2」と「みなみけ」のコラボ作品。
- アゴなしゲンと30周年物語（『週刊ヤングマガジン』・2010年29号、『ヤングマガジン』30周年記念サイトにて公開）：平本アキラなど6作家の合作。

### アニメ
- みなみけ 夏やすみ（2013年）：原案・シナリオ構成・会話指導

### その他
- みなみけ+今日の5の2 キャラファンBOOK ISBN 978-4-06-372190-4
- TV ANIMATION みなみけ ふぁんぶっく（2008年1月4日発行）
- TV ANIMATION 今日の5の2 おふぃしゃる ふぁんぶっく（2008年12月22日発行）
- TV ANIMATION みなみけおかえり おふぃしゃるふぁんぶっく（2009年4月6日発行）